# Ninetta-Quadrille
Ninetta-Quadrille, op. 446, är en kadrilj av Johann Strauss den yngre. Den framfördes första gången den 19 februari 1893 i Gyllene salen i Musikverein i Wien.

## Historia
Efter fiaskot med sin stora opera Ritter Pásmán kände sig Johann Strauss åter förvisad till att komponera operetter. "Jag måste plåga mig som en hund för att kunna skriva dessa tramsiga operetter", skrev han till brodern Eduard Strauss hösten 1892 och klagade dessutom på att hans synförmåga avtagit avsevärt. Den nya operetten hette Fürstin Ninetta och var skriven av Julius Bauer och Hugo Wittmann. Strauss trodde inte på projektet och befarade åter ett svidande nederlag. Dagen före premiären på Theater an der Wien den 10 januari 1893 skrev Strauss till dirigenten Adolf Müller junior: "Efter premiären av 'Ninetta' kommer denna, liksom alla av mina verk efter de uppförts, inte längre existera för mig. Men om den spelas mer än 20 föreställningar skulle jag vilja höra den igen för att försäkra mig om hur det har gått för den". Premiärföreställningen var den första av Strauss operetter som inte personligen dirigerades av honom själv. Det var dessutom något av en dubbelpremiär som till och med tilldragit sig kejsar Frans Josefs nyfikenhet. För första gången skulle Theater an der Wien upplysas av elektriskt ljus. I mellanakten blev Strauss inviterad till den kejserliga logen och kejsaren sade till Strauss: "Över huvud taget förefaller er musik att åldras lika lite som ni själv, för ni har knappast förändrats alls sedan vi senast sågs". Premiären blev en stor succé och Strauss överraskades av att den kom att spelas 76 gånger. Då Strauss redan från början intog en avog inställning till Fürstin Ninetta kom den ändå att bestå av livsbejakande och fantasirik musik. I ett brev till sin svåger Josef Simon skrev han våren 1892: "Detta musikverk är den absoluta motpolen till 'Pásmán'. Jag är fruktansvärd banal i det och följaktligen skäms jag över mig själv".
Operetten innehöll mycket musik som Strauss i sedvanlig tradition kunde arrangera om till separata orkesterverk. Ett av dessa var kadriljen Ninetta-Quadrille som första gången framfördes vid en av Eduards eftermiddagskonserter med Capelle Strauss söndagen den 19 februari 1902 i Musikverein. Kadriljen består av följande musik:
- Pantalon - Akt 1 Entréesång (Nr 5): Cassim, "Dort wo Blut ul!d Wuttky flissen" (även använd som tema 1A i op. 447); Akt 3 orkesterinledning till Nr 13
- Été - Akt 1 orkesterinledning till Ferdinands sång (Nr 7): Akt 1 Duett (Nr 4): Anastasia och Prosper, "Wir reisten Beide mit höchstem Behagen "
- Poule - Akt 2 Couplet (Nr 11): Cassim, "Ein Gretchen mit lächelndem Munde"
- Trénis - Akt 2 Final (Nr 12): Kör, "Ja der Türke muss hinaus"; Akt 1 Ninettas entréesång (Nr 3): (Tempo di Marcia section), "Fremdenführer bin ich" (även använd som tema 2A i op. 447)
- Pastourelle - Akt 1 Final (Nr 6): Cassim, "He Rustan, hol die Leute herein!"; Akt 2 Ninettas Chanson (Nr 10): "Als ich ein Backfisch war"
- Finale - Akt 1 Duett (Nr 4): Anastasia och Prosper (Allegretto con moto section), "Die Fresken von Giotto"; Akt 2 Final (Nr 12): Kör, "Herrlich erschallt brauset und hallt des Vulcanes Donnerruf" (även använd som tema 1B i op. 447)

## Om kadriljen
Speltiden är ca 6 minuter och 6 sekunder plus minus några sekunder beroende på dirigentens musikaliska tolkning.
Kadriljen var ett av sex verk där Strauss återanvände musik från operetten Fürstin Ninetta:
- Ninetta-Walzer, Vals, Opus 445
- Ninetta-Quadrille, Kadrilj, Opus 446
- Ninetta-Marsch, Marsch, Opus 447
- Diplomaten-Polka, Polka, Opus 448
- Neue Pizzicato-Polka, Polka, Opus 449
- Ninetta-Galopp, Opus 450

## Weblänkar
- Ninetta-Quadrille i Naxos-utgåvan.